# 華國清
華國清，字鑒溪，四川瀘州（今瀘州市）人。

## 生平
道光二十年（1840年）庚子科舉人，道光二十七年（1847年）丁未科二甲進士。以即用知縣簽分雲南，轉授大關廳同知。咸豐三年（1853年）署鎮南州知州。同治六年（1867年）擢廣南府知府。年七十余歲因病免歸，主講川南書院。
曾與田秀粟、施澤久合纂《直隸瀘州志》。